# Viaduc de l’Anguienne
Der Viaduc de l’Anguienne überbrückt die Anguienne bei Angoulême im Département Charente in der französischen Region Nouvelle-Aquitaine. Er ist ein Teil der Route départementale D1000, der östlichen Ortsumgehung von Angoulême, die hier ein Naturschutzgebiet in einer Höhe von 42 m überquert.
Die 400 m lange und 12,2 m breite Brücke hat in jeder Fahrtrichtung eine Fahrspur und einen schmalen Pannenstreifen. Fußgänger und Radfahrer haben keinen Zugang.
Der von Charles Lavigne entworfene und zwischen 2001 und 2004 gebaute Betonviadukt besteht aus zwei Bogenhälften, die an seinen Widerlagern beginnen, sich über dem Tal in 15 m Höhe kreuzen und in 25 m Entfernung voneinander auf Fundamenten im Wasser enden. Der Fahrbahnträger wird durch schlanke Stützen an den Talhängen und auf den Bogenschultern gestützt. 2022 wurden hohe Sicherheitszäune installiert.